# Großer Preis von Italien 1998
Der Große Preis von Italien 1998 (offiziell LIX Gran Premio Campari d’Italia) fand am 13. September auf dem Autodromo Nazionale Monza in Monza statt und war das 14. Rennen der Formel-1-Weltmeisterschaft 1998.

## Bericht

### Hintergrund
Nach dem Großen Preis von Belgien führte Mika Häkkinen in der Fahrerwertung mit sieben Punkten vor Michael Schumacher und mit 29 Punkten vor David Coulthard. In der Konstrukteurswertung führte McLaren-Mercedes mit 23 Punkten vor Ferrari und mit 92 Punkten vor Williams-Mecachrome.
Dieses Rennen war der 600. Rennstart für Ferrari als Team.
Mit Damon Hill (zweimal), Coulthard, Michael Schumacher und Johnny Herbert (jeweils einmal) traten vier ehemalige Sieger zu diesem Grand Prix an.

### Training

#### Freitagstraining
Mit 1:24,937 Minuten war Eddie Irvine der schnellste Fahrer, gefolgt von Michael Schumacher, Coulthard, Jacques Villeneuve und Häkkinen. Bis auf Pedro Diniz und Jean Alesi, die Probleme mit ihren Wagen hatten, lagen alle Fahrer innerhalb von viereinhalb Sekunden.

#### Samstagstraining
Das Training am Samstag war verregnet. Dadurch waren die Zeiten wesentlich langsamer als am Vortag. Mit 1:39,479 Minuten war Heinz-Harald Frentzen der schnellste Fahrer, rund eine halbe Sekunde dahinter folgten Ralf Schumacher, Giancarlo Fisichella, Coulthard und Häkkinen. Michael Schumacher erreichte nur den zehnten Platz mit einem Rückstand von rund einer Sekunde. Alle Fahrer waren innerhalb von neuneinhalb Sekunden platziert.

### Qualifying
Die Pole-Position holte sich Michael Schumacher mit einer Zeit von 1:26,289 Minuten, dahinter folgten Villeneuve, Häkkinen, Coulthard und Irvine. Häkkinen war vier Zehntel Sekunden hinter Michael Schumacher geblieben. Alle Fahrer waren innerhalb von vier Sekunden platziert, der Letztplatzierte Esteban Tuero schlug die 107-Prozent-Grenzzeit um rund zwei Sekunden.

### Warm-Up
Mit einer Zeit von 1:25,632 Minuten war Coulthard der schnellste Fahrer im Warm-Up, dahinter folgten Häkkinen, Michael Schumacher und Toranosuke Takagi im Tyrrell. Alle Fahrer waren innerhalb von viereinhalb Sekunden platziert.

### Rennen

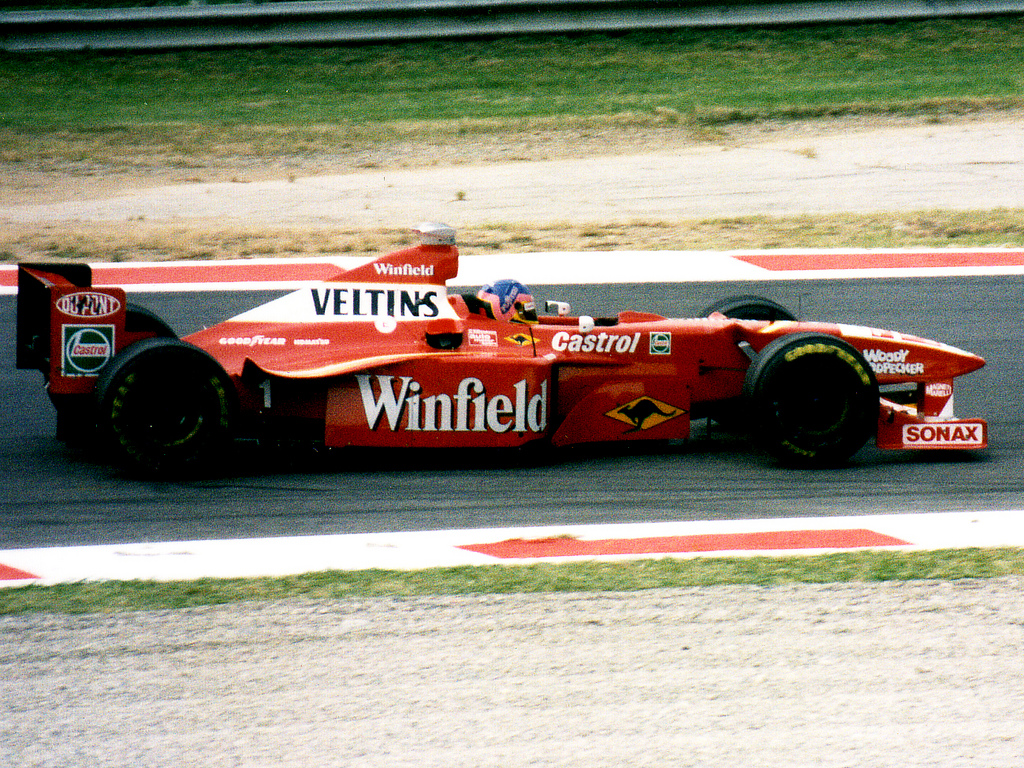
Jacques Villeneuve im Rennen

Häkkinen hatte einen guten Start, überholte Irvine und Michael Schumacher und übernahm die Führung, während Michael Schumacher auf den fünften Platz zurückfiel. Allerdings überholte Michael Schumacher bald Villeneuve und Irvine und fuhr auf den dritten Platz vor. Während des Rennens entwickelte Häkkinens Wagen Bremsprobleme, woraufhin er Coulthard die Führung ermöglichte, dessen Motor jedoch wenig später ausfiel. Häkkinen versuchte die Probleme auszugleichen, indem er die Bremskraftverteilung nach vorne verlagerte. Wenig später übernahm allerdings sein Konkurrent um die Weltmeisterschaft, Michael Schumacher, die Führung, nachdem Häkkinen sich verbremste. Häkkinen konnte anfänglich mit Michael Schumacher noch mithalten, sein Rückstand betrug nur drei Sekunden. Er drehte sich aber in der Roggia-Schikane von der Strecke, als seine hinteren Bremsen endgültig versagten, konnte allerdings weiterfahren.
Ferrari erzielte im Heimrennen einen Doppelsieg mit Michael Schumacher auf dem ersten Platz, gefolgt von Irvine und seinem Bruder Ralf Schumacher. Es war das erste Mal, dass die Schumacher-Brüder gemeinsam auf dem Siegerpodium standen. Vierter wurde Häkkinen, Fünfter Alesi und Sechster Hill.
Häkkinen sicherte sich mit 1:25,139 Minuten die schnellste Runde.
Durch den Sieg von Michael Schumacher und den vierten Platz von Häkkinen waren die beiden WM-Führenden zwei Rennen vor dem Saisonfinale punktgleich. In der Konstrukteurswertung blieben die ersten drei Positionen unverändert.

## Meldeliste
| Team                         | Nr. | Fahrer                | Chassis        | Motor                   | Reifen |
| ---------------------------- | --- | --------------------- | -------------- | ----------------------- | ------ |
| Winfield Williams            | 01  | Jacques Villeneuve    | Williams FW20  | Mecachrome 3.0 V10      | G      |
| Winfield Williams            | 02  | Heinz-Harald Frentzen | Williams FW20  | Mecachrome 3.0 V10      | G      |
| Scuderia Ferrari Marlboro    | 03  | Michael Schumacher    | Ferrari F300   | Ferrari 3.0 V10         | G      |
| Scuderia Ferrari Marlboro    | 04  | Eddie Irvine          | Ferrari F300   | Ferrari 3.0 V10         | G      |
| Mild Seven Benetton Playlife | 05  | Giancarlo Fisichella  | Benetton B198  | Playlife 3.0 V10        | B      |
| Mild Seven Benetton Playlife | 06  | Alexander Wurz        | Benetton B198  | Playlife 3.0 V10        | B      |
| West McLaren Mercedes        | 07  | David Coulthard       | McLaren MP4/13 | Mercedes-Benz 3.0 V10   | B      |
| West McLaren Mercedes        | 08  | Mika Häkkinen         | McLaren MP4/13 | Mercedes-Benz 3.0 V10   | B      |
| Benson & Hedges Jordan       | 09  | Damon Hill            | Jordan 197     | Mugen-Honda 3.0 V10     | G      |
| Benson & Hedges Jordan       | 10  | Ralf Schumacher       | Jordan 197     | Mugen-Honda 3.0 V10     | G      |
| Gauloises Prost Peugeot      | 11  | Olivier Panis         | Prost AP01     | Peugeot 3.0 V10         | B      |
| Gauloises Prost Peugeot      | 12  | Jarno Trulli          | Prost AP01     | Peugeot 3.0 V10         | B      |
| Red Bull Sauber Petronas     | 14  | Jean Alesi            | Sauber C17     | Petronas 3.0 V10        | G      |
| Red Bull Sauber Petronas     | 15  | Johnny Herbert        | Sauber C17     | Petronas 3.0 V10        | G      |
| Danka Zepter Arrows          | 16  | Pedro Diniz           | Arrows A19     | Arrows 3.0 V10          | B      |
| Danka Zepter Arrows          | 17  | Mika Salo             | Arrows A19     | Arrows 3.0 V10          | B      |
| Stewart Ford                 | 18  | Rubens Barrichello    | Stewart SF2    | Ford Zetec-R 3.0 V10    | B      |
| Stewart Ford                 | 19  | Jos Verstappen        | Stewart SF2    | Ford Zetec-R 3.0 V10    | B      |
| Tyrrell                      | 20  | Ricardo Rosset        | Tyrrell 026    | Ford Zetec-R/97 3.0 V10 | G      |
| Tyrrell                      | 21  | Toranosuke Takagi     | Tyrrell 026    | Ford Zetec-R/97 3.0 V10 | G      |
| Fondmetal Minardi Team       | 22  | Shinji Nakano         | Minardi M198   | Ford Zetec-R/97 3.0 V10 | B      |
| Fondmetal Minardi Team       | 23  | Esteban Tuero         | Minardi M198   | Ford Zetec-R/97 3.0 V10 | B      |

## Klassifikation

### Qualifying
| Pos.                                                                       | Fahrer                | Konstrukteur        | Zeit     | Start |
| -------------------------------------------------------------------------- | --------------------- | ------------------- | -------- | ----- |
| 01                                                                         | Michael Schumacher    | Ferrari             | 1:25,289 | 01    |
| 02                                                                         | Jacques Villeneuve    | Williams-Mecachrome | 1:25,561 | 02    |
| 03                                                                         | Mika Häkkinen         | McLaren-Mercedes    | 1:25,679 | 03    |
| 04                                                                         | David Coulthard       | McLaren-Mercedes    | 1:25,987 | 04    |
| 05                                                                         | Eddie Irvine          | Ferrari             | 1:26,159 | 05    |
| 06                                                                         | Ralf Schumacher       | Jordan-Mugen-Honda  | 1:26,309 | 06    |
| 07                                                                         | Alexander Wurz        | Benetton-Playlife   | 1:26,567 | 07    |
| 08                                                                         | Jean Alesi            | Sauber-Petronas     | 1:26,637 | 08    |
| 09                                                                         | Olivier Panis         | Prost-Peugeot       | 1:26,681 | 09    |
| 10                                                                         | Jarno Trulli          | Prost-Peugeot       | 1:26,794 | 10    |
| 11                                                                         | Giancarlo Fisichella  | Benetton-Playlife   | 1:26,817 | 11    |
| 12                                                                         | Heinz-Harald Frentzen | Williams-Mecachrome | 1:26,836 | 12    |
| 13                                                                         | Rubens Barrichello    | Stewart-Ford        | 1:27,247 | 13    |
| 14                                                                         | Damon Hill            | Jordan-Mugen-Honda  | 1:27,362 | 14    |
| 15                                                                         | Johnny Herbert        | Sauber-Petronas     | 1:27,510 | 15    |
| 16                                                                         | Mika Salo             | Arrows              | 1:27,744 | 16    |
| 17                                                                         | Jos Verstappen        | Stewart-Ford        | 1:28,212 | 17    |
| 18                                                                         | Ricardo Rosset        | Tyrrell-Ford        | 1:28,286 | 18    |
| 19                                                                         | Toranosuke Takagi     | Tyrrell-Ford        | 1:28,346 | 19    |
| 20                                                                         | Pedro Diniz           | Arrows              | 1:28,387 | 20    |
| 21                                                                         | Shinji Nakano         | Minardi-Ford        | 1:29,101 | 21    |
| 22                                                                         | Esteban Tuero         | Minardi-Ford        | 1:29,417 | 22    |
| 107-Prozent-Zeit: 1:31,259 min (bezogen auf die Bestzeit von 1:25,289 min) |                       |                     |          |       |

### Rennen
| Pos. | Fahrer                | Konstrukteur        | Runden | Stopps | Zeit        | Start | Schnellste Runde |
| ---- | --------------------- | ------------------- | ------ | ------ | ----------- | ----- | ---------------- |
| 01   | Michael Schumacher    | Ferrari             | 53     | 1      | 1:17:09,672 | 01    | 1:25,483 (26.)   |
| 02   | Eddie Irvine          | Ferrari             | 53     | 1      | + 37,977    | 05    | 1:26,359 (48.)   |
| 03   | Ralf Schumacher       | Jordan-Mugen-Honda  | 53     | 1      | + 41,152    | 06    | 1:26,194 (49.)   |
| 04   | Mika Häkkinen         | McLaren-Mercedes    | 53     | 1      | + 55,671    | 03    | 1:25,139 (45.)   |
| 05   | Jean Alesi            | Sauber-Petronas     | 53     | 1      | + 1:01,872  | 08    | 1:26,840 (52.)   |
| 06   | Damon Hill            | Jordan-Mugen-Honda  | 53     | 2      | + 1:06,688  | 14    | 1:26,730 (52.)   |
| 07   | Heinz-Harald Frentzen | Williams-Mecachrome | 52     | 1      | + 1 Runde   | 12    | 1:26,656 (40.)   |
| 08   | Giancarlo Fisichella  | Benetton-Playlife   | 52     | 1      | + 1 Runde   | 11    | 1:26,659 (41.)   |
| 09   | Toranosuke Takagi     | Tyrrell-Ford        | 52     | 2      | + 1 Runde   | 19    | 1:27,726 (46.)   |
| 10   | Rubens Barrichello    | Stewart-Ford        | 52     | 2      | + 1 Runde   | 13    | 1:27,770 (46.)   |
| 11   | Esteban Tuero         | Minardi-Ford        | 51     | 1      | + 2 Runden  | 22    | 1:29,093 (51.)   |
| 12   | Ricardo Rosset        | Tyrrell-Ford        | 51     | 1      | + 2 Runden  | 18    | 1:29,393 (50.)   |
| 13   | Jarno Trulli          | Prost-Peugeot       | 50     | 1      | + 3 Runden  | 10    | 1:26,285 (50.)   |
| –    | Jos Verstappen        | Stewart-Ford        | 39     | 2      | DNF         | 17    | 1:28,583 (32.)   |
| –    | Jacques Villeneuve    | Williams-Mecachrome | 37     | 1      | DNF         | 02    | 1:26,479 (29.)   |
| –    | Mika Salo             | Arrows              | 32     | 1      | DNF         | 16    | 1:27,866 (25.)   |
| –    | Alexander Wurz        | Benetton-Playlife   | 24     | 0      | DNF         | 07    | 1:27,620 (24.)   |
| –    | David Coulthard       | McLaren-Mercedes    | 16     | 0      | DNF         | 04    | 1:25,959 (14.)   |
| –    | Olivier Panis         | Prost-Peugeot       | 15     | 2      | DNF         | 09    | 1:28,395 (10.)   |
| –    | Shinji Nakano         | Minardi-Ford        | 13     | 0      | DNF         | 21    | 1:29,853 (13.)   |
| –    | Johnny Herbert        | Sauber-Petronas     | 12     | 0      | DNF         | 15    | 1:29,092 (10.)   |
| –    | Pedro Diniz           | Arrows              | 10     | 0      | DNF         | 20    | 1:29,124 (09.)   |

## WM-Stände nach dem Rennen
Die ersten sechs des Rennens bekamen 10, 6, 4, 3, 2 bzw. 1 Punkt(e).

### Fahrerwertung
| Pos. | Fahrer                | Konstrukteur        | Punkte |
| ---- | --------------------- | ------------------- | ------ |
| 01   | Mika Häkkinen         | McLaren-Mercedes    | 80     |
| 02   | Michael Schumacher    | Ferrari             | 80     |
| 03   | David Coulthard       | McLaren-Mercedes    | 48     |
| 04   | Eddie Irvine          | Ferrari             | 38     |
| 05   | Jacques Villeneuve    | Williams-Renault    | 20     |
| 06   | Alexander Wurz        | Benetton-Playlife   | 17     |
| 07   | Damon Hill            | Jordan-Mugen-Honda  | 17     |
| 08   | Giancarlo Fisichella  | Benetton-Playlife   | 15     |
| 09   | Ralf Schumacher       | Jordan-Mugen-Honda  | 14     |
| 10   | Heinz-Harald Frentzen | Williams-Mecachrome | 13     |
| 11   | Jean Alesi            | Sauber-Petronas     | 9      |
| 12   | Rubens Barrichello    | Stewart-Ford        | 4      |

| Pos. | Fahrer            | Konstrukteur    | Punkte |
| ---- | ----------------- | --------------- | ------ |
| 13   | Mika Salo         | Arrows          | 3      |
| 14   | Pedro Diniz       | Arrows          | 3      |
| 15   | Johnny Herbert    | Sauber-Petronas | 1      |
| 16   | Jarno Trulli      | Prost-Peugeot   | 1      |
| 17   | Jan Magnussen     | Stewart-Ford    | 1      |
| 18   | Shinji Nakano     | Minardi-Ford    | 0      |
| 19   | Esteban Tuero     | Minardi-Ford    | 0      |
| 20   | Ricardo Rosset    | Tyrrell-Ford    | 0      |
| 21   | Toranosuke Takagi | Tyrrell-Ford    | 0      |
| 22   | Olivier Panis     | Prost-Peugeot   | 0      |
| 23   | Jos Verstappen    | Stewart-Ford    | 0      |

### Konstrukteurswertung
| Pos. | Konstrukteur        | Punkte |
| ---- | ------------------- | ------ |
| 01   | McLaren-Mercedes    | 128    |
| 02   | Ferrari             | 118    |
| 03   | Williams-Mecachrome | 33     |
| 04   | Benetton-Playlife   | 32     |
| 05   | Jordan-Mugen-Honda  | 31     |
| 06   | Sauber-Petronas     | 10     |

| Pos. | Konstrukteur  | Punkte |
| ---- | ------------- | ------ |
| 07   | Arrows        | 6      |
| 08   | Stewart-Ford  | 5      |
| 09   | Prost-Peugeot | 1      |
| 10   | Minardi-Ford  | 0      |
| 11   | Tyrrell-Ford  | 0      |